# الكنفدرالية العامة للشغل (فرنسا)
الكنفدرالية العامة للشغل وتعرف اختصارا باسم س ج ت (CGT) هي منظمة نقابية فرنسية، ظهرت في مدينة ليموج في 23 سبتمبر 1895. تعتبر الأهم من بين المنظمات النقابية الفرنسية الخمس الموجودة على الساحة.
- تأسست لها فروع في المستعمرات الفرنسية ومن بينها تونس والجزائر والمغرب.
- كاتبها العام الحالي هو برنار تيبو من جامعة السكك الحديدية.

‌